# Serra da Chela
La Serra da Chela és una serralada al centre-sud d'Angola. Les muntanyes, que arriben a 2.306 metres sobre les planes costaneres, es troben entre les més altes del país. Forma part del Gran Escarp d'Àfrica del Sud separant l'altiplà de Huíla de l'interior del costaner desert del Namib. A l'oest hi ha alguns inselbergs, restes de l'altiplà d'una època en què era més extensa. Intransitable en molts llocs, l'escarp és accessible per la carretera que va a l'est de Capangombe a Humpata a l'altiplà.
La serralada es va formar fa aproximadament 200 milions d'anys, quan el es va trencar el supercontinent Pangea. El que ara és Serra da Chela estava a la vora d'una de les plaques tectòniques en les que l'Àfrica connectava a Amèrica del Sud, i es va aixecar lentament cap amunt amb l'oceà Atlàntic, format entre les plaques de separació.